# Mirosław Grabarczyk
Mirosław Grabarczyk (* 3. Januar 1971 in Płock) ist ein polnischer Schachspieler.

## Leben

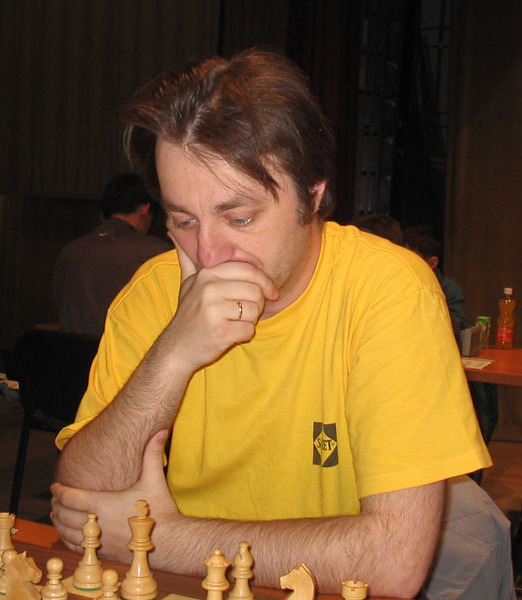
Grabarczyk beim Emanuel Lasker Memorial in Barlinek, 2006

Bei polnischen Einzelmeisterschaften belegte er 1993 in Częstochowa und 1995 in Warschau den zweiten Platz. Er konnte die polnische Meisterschaft im Blitzschach 1994 in Głogów gewinnen, 1993 in Kalisz hatte er den dritten Platz belegt. Bei polnischen Meisterschaften im Schnellschach wurde er einmal Zweiter (1995 in Łuków) und dreimal Dritter (1995 in Kalisz, 1998 in Częstochowa und 2000 in Żnin). 1997 und 2001 nahm Mirosław Grabarczyk mit der polnischen Nationalmannschaft an der Mannschaftseuropameisterschaft teil.
In der polnischen 1. Liga spielte er in den 1990er-Jahren zunächst für PTSz Płock, danach zwischenzeitlich für den Verein Rymer Niedobczyce, anschließend erneut für PTSz Płock, mit dem er am European Club Cup 2001 teilnahm. Seit 2002 spielte er für GKS Polfa Grodzisk Mazowiecki, mit dem er auch am European Club Cup 2003 teilnahm, 2009 für ASSz Miedź Legnica, von 2012 bis 2016 für ŻTMS Baszta Żnin und 2020 für KSz Hetman Płock. In Deutschland spielt er beim SV Griesheim, mit dem er überwiegend in der 2. Bundesliga West spielte, aber auch drei Spielzeiten (2010/11, 2012/13 und 2013/14) der 1. Bundesliga angehörte. In allen diesen Vereinen spielt er gemeinsam mit seinem älteren Bruder Bogdan (* 1967), der den Titel Internationaler Meister trägt.
Seit 2002 trägt er den Titel Schachgroßmeister.